# Pheropsophus jessoensis
Pheropsophus jessoensis — вид жуків родини турунових (Carabidae).

## Поширення
Вид поширений в Японії, Північній і Південній Кореї, в китайській провінції Юньнань.

## Опис
Тіло завдовжки 1,6 см. Тіло жовте з коричневими плямами, має дев'ять вертикальних смуг на надкрилах.

## Спосіб життя
Живе на вологих луках. Полює на дрібних комах та інших безхребетних. В разі небезпеки видає скрипучий звук, а з черева виприскує гарячий газ з різким запахом, який може обпекти ворога.